# Killer Croc
Killer Croc är en fiktiv seriefigur, superskurk och fiende till Batman i DC Comics. Figuren skapades av författaren Gerry Conway och tecknaren Gene Colan. Figuren hade sin stora debut i Batman #357 (mars 1983), men syntes till i en skuggig cameo en månad tidigare i Detective Comics #523 (februari 1983).

## Fiktiv biografi
Under Crocs första framträdande visades han som en icke-namngiven, skugglik figur i en trenchcoat. Som en hänsynslös brottsling som strävar efter att bli brottskung arbetar Croc bakom kulisserna med hjälp av metoder som krypskytte för att eliminera sina brottsliga konkurrenter. Han är under en kort tid i konkurrens med en liten armé av Batmanskurkar under ledning av Jokern. När Batman slutligen konfronterar sin mystiske fiende avslöjas skurken vara en massiv kroppsbyggare med en reptils utseende.
Killer Croc, vars verkliga namn är Waylon Jones, är född med en form av atavism som gav honom reptilliknande egenskaper. Under hans uppväxt blev han konstant trakasserad av sin alkoholiserade faster som hatade hans ohyggliga utseende och brutala beteende. Hon mobbade och hånade honom genom att kalla honom namn som "lizardboy" och "reptilian freak". Croc dödade sin faster och blev en brottsling. Efter otaliga mord, och efter att ha bitit av Aaron Cashs hand, möter han Batman och nye Robin, Jason Todd, som besegrar honom.
I de ursprungliga framträdandena liknar Killer Croc en kraftigt byggd man, helt täckt i gröna fjäll, men är fortfarande i grunden mänsklig i sin ansiktsform och kroppsbyggnad. I hans senaste framträdanden har han en långsträckt nos och svans. Hans utseende och personlighet har blivit allt mer djuriska. Det har förklarats i serietidningarna att hans sjukdom långsamt har berövat honom alla identifierbara mänskliga drag.

## Krafter och förmågor
Killer Crocs genetiska vanställning har dock bidragit med flera extraordinära fysiska förmågor, så som övermänsklig uthållighet, styrka och snabbhet.
Hans hud är hårdnad till en grad som gör den nästan ogenomtränglig för vanliga former av skjutvapen. Han besitter en viss superstyrka, som till exempel visades då han sliter loss en bankvalvsdörr från dess gångjärn med minimal ansträngning. Han har visat sig ha regenerativa förmågor som låter honom läka och återställa förlorade lemmar och tänder. Han besitter övermänskliga reflexer och hastigheter, speciellt när han rör sig under vattnet. Killer Croc har också ett förbättrat luktsinne. När han blivit bekant med en persons doft kan han spåra dem från mils avstånd. Medan hans utseende och personlighet har blivit allt mer bestialiska har hans misantropi ökat dramatiskt. Han är avundsjuk och hatisk mot "normala" människor och uppvisar ofta våldsamhet utan provokation.
Crocs största svaghet uppvisas i de flesta indikationer, bortsett från The Batman-serien, som hans låga intellekt. Han tillgriper vanligen brutalt våld för att lösa de flesta av sina problem. Han agerar nästan enbart på instinkter och tar sig nästan aldrig tid till att planera eller rationalisera sina handlingar.

## I andra medier
- Killer Croc dyker upp i ett flertal avsnitt av den tecknade TV-serien Batman: The Animated Series, med röst av Aron Kincaid (och på svenska av Andreas Nilsson). Den här versionen av Croc har en gråaktig hud istället för grön, men är fortfarande reptilliknande i fysiken.

- Han dyker upp i två avsnitt av The New Batman Adventures, då med röst av Brooks Gardner (på svenska återigen av Andreas Nilsson). Han har då sin vanliga gröna hud.

- Killer Croc dyker upp i The Batman, med röst av Ron Perlman. Han är då mycket mer krokodilliknande än i resterande versioner, men visar ett högre intellekt.

- Killer Croc är både en boss och spelbar figur i TV-spelen Lego Batman: The Videogame och Lego Batman 2: DC Super Heroes.

- Killer Croc är även en boss i spelen Batman: Arkham Asylum och Batman: Arkham City, i båda spelen gör Steven Blum hans röst.

- Killer Croc är även med i filmen Suicide Squad, där han spelas av Adewale Akinnuoye-Agbaje.[1]